# 68. nordlige breddekreds
Den 68. nordlige breddekreds (eller 68 grader nordlig bredde) er en breddekreds, der ligger 68 grader nord for ækvator. Den løber gennem Atlanterhavet, Europa, Asien og Nordamerika.